# Elyes Fakhfakh
Elyes Fakhfakh (Arabisch: إلياس الفخفاخ) (Tunis, 1972) is een Tunesisch ingenieur en politicus. Tussen februari en september 2020 was hij de premier van Tunesië.
Hij was minister van Toerisme van 2011 tot 2013 en van Financiën van 2012 tot 2014 in de regering-Hamadi Jebali. Hij vervulde deze laatste functie ook in de regering-Ali Laarayedh.

## Biografie

### Studie en carrière
Fakhfakh studeerde mechanisch ingenieur aan de ingenieursschool van Sfax en studeerde af in 1995. Daarna volgde hij een master aan het Institut National des Sciences Appliques de Lyon. Later behaalde hij een master in bedrijfskunde aan de universiteit van Évry Val d'Essonne.
In 1999, op 27-jarige leeftijd, begon hij zijn carrière als ingenieur voor het Franse oliebedrijf Total S.A . Hij werkte voor Total in Europa, Amerika en Azië. In 2004 trad hij in dienst bij Cortrel, een Tunesisch productiebedrijf voor bladveren, en werd later adjunct-directeur-generaal.

### Politieke carrière
Fakhfakh is lid van de sociaaldemocratische partij Ettakatol. Op 20 december 2011 trad hij toe tot het Jebali-kabinet als minister van Toerisme. Op 19 december 2012 nam hij ook de leiding over het ministerie van Financiën. Hij werd achtereenvolgens bijgestaan door twee staatssecretarissen: Slim Besbes en Chedly Abed.
In de Tunesische parlementsverkiezingen 2014 verloor zijn partij Ettakatol al haar zetels. Zijn partij deed het zelfs nog slechter in de parlementsverkiezingen van 2019 door slechts 0,26 procent van de stemmen te krijgen, en kreeg hierdoor geen zetels in het parlement.
Fakhfakh was kandidaat bij de Tunesische presidentsverkiezingen van 2019, maar kreeg slechts 0,34% van de stemmen. Daardoor strandde hij in de eerste ronde.
Op 20 januari 2020 werd hij benoemd tot regeringsleider door president Kais Saied na overleg met alle politieke partijen. Dit vond plaats tien dagen nadat de vorige voorgedragen premier Habib Jemli er niet in slaagde het vertrouwen van het parlement te winnen. De regering van Fakhfakh won het vertrouwen van het parlement wel en trad aan op 27 februari 2019; zijn regering bestond uit leden van Ennahda, Democratische Stroming, Volksbeweging, Tahya Tounes, Tunesisch Alternatief, Nidaa Tounes en onafhankelijke politici. Al na enkele maanden kwam Fakhfakh in de problemen doordat hij werd beschuldigd van belangenverstrengeling. Hij trad af en werd als premier opgevolgd door de minister van Binnenlandse Zaken, Hichem Mechichi.